# Carl Kempe
Johan Carl Kempe (Estocolm, Suècia, 8 de desembre de 1884 − Enköping, Uppsala, 8 de juliol de 1967) fou un tennista suec, guanyador d'una medalles d'argent olímpica junt a Gunnar Setterwall. Ja retirat va dirigir l'empresa paperera Mo och Domsjö AB i altres empreses que formaven part de l'esfera econòmica de la família Kempe.

## Biografia
Fill de Frans Kempre, va néixer i créixer a Estocolm. Va estudiar a la Universitat d'Uppsala, moment en el qual va practicar diversos esports com el tennis, i pogué participar en els Jocs Olímpics celebrats en la seva ciutat natal. Després de graduar-se va començar a treballar a Mo och Domsjö AB (1906), indústria paperera de la qual el seu pare era CEO. Va invertir en la recerca i desenvolupament de l'empresa per modernitzar-la cap a la indústria química. L'any 1947 va succeir el seu pare en l'empresa fins al 1965, etapa en la qual va patrocinar equips d'hoquei gel i d'altres esports. L'any 1917 va comprar el castell d'Ekolsund i el redecorà amb antiguitats de tot el món, especialment de cultura xinesa. L'any 1967 va morir en el seu castell.
Va participar en les tres proves de pista interior que es van celebrar. En la prova individual fou eliminat en segona ronda per André Gobert que en fou el campió final. En dobles fou medalla d'argent amb Gunnar Setterwall com a parella, sent derrotats pels francesos Maurice Germot i André Gobert. En dobles mixtos feu parella amb Margareta Cederschiöld i es quedaren a les portes de la medalla de bronze, ja que no es van presentar en la final de consolació, precisament contra els seus compatriotes Sigrid Fick i Gunnar Setterwall.

## Jocs Olímpics

### Dobles
| Any  | Campionat                                  | Parella           | Oponents                    | Resultat             |
| ---- | ------------------------------------------ | ----------------- | --------------------------- | -------------------- |
| 1912 | Jocs Olímpics, Estocolm, Suècia (interior) | Gunnar Setterwall | Maurice Germot André Gobert | 4−6, 14−12, 2−6, 4−6 |